# Mémorandum

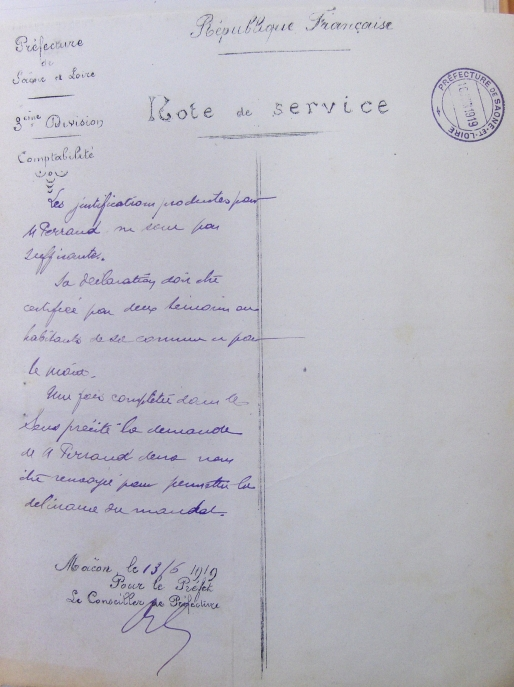
Note de service (mémo) de la Préfecture de Saône-et-Loire.

Un mémorandum ou mémo est un document ou autre communication qui aide la mémoire par enregistrement d'événements ou d'observations sur un sujet dans une organisation :
- indications plus ou moins détaillées données par un cadre à un de ses collaborateurs en vue de coordonner une production,
- ou rappel de faits visant à justifier ou rétablir le déroulement exact d'une action.

Aux États-Unis le memorandum est l'équivalent d'une circulaire en France : c'est un texte émanant d'une autorité ayant un but réglementaire ou informatif.